# Nesselsdorf J
Nesselsdorf J (укр. Нессельдорф Й) — модель австро-угорського товариства «Нессельдорфська Вагонобудівна Фабрика» (сьогодні Копрівніце, Моравія, Чехія). Випускались дві основні модифікації моделі: J 30 та J 40, де індекс вказував на потужність мотора. Було виготовлено 3 авто J (30), 4 авто J (40) (1907/08), 15 авто J (40) (1910/11).

## Історія
Nesselsdorf J був першою моделлю компанії Нессельдорф з розміщеним спереду мотором з вперше застосованими свічками запалювання. Через проблеми з реалізацією автомобілів з опозитним мотором, що були відомі важкістю обслуговування, товариство Нессельдорф Вагенфабрік найняло інженерів Кронфельда і Ланга для розробки нового мотору.
На автомашини моделі J встановлювали рядні 4-циліндрові мотори Kronfeld. На першій модифікації 1906 встановили мотор потужністю 30 к.с., ацетиленові ліхтарі. Він був надто важким і не надто потужним для значної ваги автомобіля. У його системі охолодження використовували радіатор доволі великої площі. Задні колеса мали ланцюгову передачу. Ще наприкінці 1905 президент правління Nesselsdorf Уго Фішер фон Рьослерштам вмовив повернутись до компанії Ганса Ледвінку, який зайнявся доведенням моделей J, L, розробкою нової моделі S. Через не надто вдалу конструкцію автомашини 1907 встановили модернізований мотор Kronfeld потужністю 40 к.с. Одну машину отримав королівський двір Бельгії. Через малий попит 1908 виробництво припинили. Виготовлення Типу J відновили 1910 з мотором об'ємом 7400 см³ і потужністю 45 к.с., карданним валом замість ланцюгової передачі. Це була найбільш вдала модифікація авто з кузовами типу ландо, лімузин. У 1911 декілька машин пристосували під амбулаторію (швидку медичну допомогу).
Мотори усіх модифікацій відзначались великою вагою, вадами конструкції, системи охолодження.
Автомобіль вагою понад 1000 кг розвивав швидкість 80 км/год. На шасі встановлювали 4- і 6-місні кузови, з яких найпопулярнішими були кузови. Стоянкове гальмо мало привід до коробки передач, а педаль гальма мала привід на барабанні гальма задніх коліс.